# تشارلز بينكني جيمس
تشارلز بينكني جيمس (بالإنجليزية: Charles Pinckney James)‏ هو قاضي ومحامي أمريكي، ولد في 11 مايو 1818 في سينسيناتي في الولايات المتحدة، وتوفي في 9 أغسطس 1899 في ليسبورغ في الولايات المتحدة.